# Gansos Salvajes de la UIC
Los Gansos Salvajes de la UIC fue un equipo que participó en la Liga Nacional de Baloncesto Profesional con sede en la Ciudad de México, México. 

## Historia
Los Gansos Salvajes de la UIC debutaron en la temporada 2012-2013 en la LNBP.

## Jugadores

### Roster actual
Actualizado al 15 de octubre de 2013.
"Temporada 2013-2014"
- 1 CHRISTOPHER GEYNE DURÁN
- 3 EDSON JESÚS GARCÍA GARCÍA
- 6 FRANCISCO JAVIER SUÁREZ MONTANEZ
- 8 OSCAR ALEJANDRO PÉREZ ZARCO
- 10 JORGE LUIS PÉREZ TORRES
- 11 ROBERTO SOTO GUTIÉRREZ
- 20 HARRISON MACKENZIE SMITH
- 21 ABRAHAM GABRIEL GARDUÑO TORRES
- 32 LUIS FELIPE MEJÍA TAVIRA
- 45 JHOVANNY EDER GARCÍA GARCÍA
- 53 NKEMDELIM ASHLEY NWEKE
- 54 CAMRON MARTELL CLAY
- 55 RAMÓN JEZREEL GONZÁLEZ ALMAGUER